# Angahuan
Angahuan es una comunidad purépecha localizada a 32 kilómetros de la ciudad de Uruapan en el estado de Michoacán, México.

## Toponimia
La palabra proviene del purhépecha «Angahuani», que significa ‘lugar después de la pendiente’. Es una comunidad de origen prehispánico que aún conserva sus costumbres y tradiciones. El idioma materno de sus pobladores es el purhépecha.

## Geografía
Este poblado es muy visitado debido a que entre él y el volcán Paricutín se encuentran las ruinas de lo que fue el pueblo de Parangaricutiro (El viejo), el cual fue sepultado por el nacimiento del volcán en 1943.
El poblado cuenta con una zona turística con muchos servicios, tales como hospedaje, estacionamiento, venta de artesanías, servicios de paseo a caballo rumbo a las ruinas, entre otras cosas. 
Hay mucha gente de Angahuan que se migra hacia los Estados Unidos. La mayoría radica en California (valle central Fresno y Madera) y otros en Virginia. Con ellos, se llevan sus costumbres y su lengua.

## Monumentos y lugares de interés

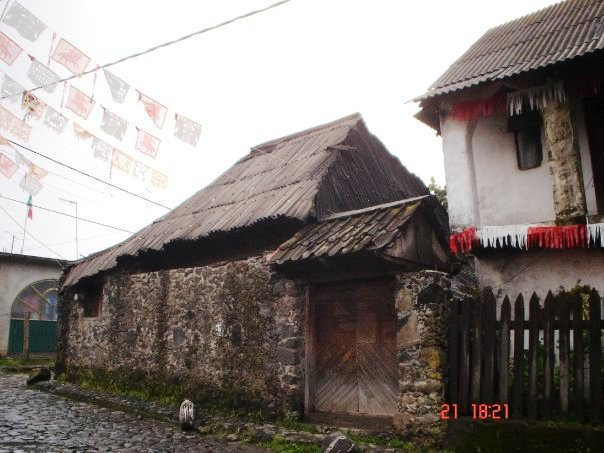
Casa tradicional de adobe y paja

- Mural La Leyenda del Paricutín, confeccionado con mosaico mexicano, este mural narra el surgimiento del volcán Paricutín como una lucha entre el bien y el mal.

- Iglesia Santiago Apóstol y Curato. Fue una de las primeras iglesias construidas por los españoles, esta iglesia de arte morisco es una joya arquitectónica.

- Capilla Hiurixio o Huatápera. Edificio del siglo XVI, espacio comunitario en donde se congregan los habitantes del lugar durante fechas específicas del año.

- Ruinas de la Iglesia de Viejo San Juan. Ubicadas a 15 minutos a caballo son los restos de la iglesia de San Juan donde se encontraba el «Cristo de los Milagros» antes del surgimiento del volcán.

- Volcán Paricutín. El volcán más joven del mundo es un lugar ideal para disfrutar de la naturaleza.